# Grundrechtsberechtigung
Grundrechtsberechtigung oder Grundrechtsträgerschaft besteht, wenn eine Person Berechtigte, also Trägerin eines Grundrechts ist. Sie hat dann ein subjektives Recht gegen den Staat als Grundrechtsverpflichteten, dessen Inhalt sich nach dem jeweiligen Grundrecht richtet.
Die Grundrechtsberechtigung in Bezug auf ein bestimmtes Grundrecht ist zu unterscheiden von der Grundrechtsfähigkeit, also der Fähigkeit, überhaupt Träger von Grundrechten zu sein und der Grundrechtsmündigkeit als der Fähigkeit, ein Grundrecht selbst wahrzunehmen.

## Natürliche Personen
Grundrechte sind nach ihrer Funktion und ihrer Entstehungsgeschichte individuelle Rechte des Einzelnen gegenüber dem Staat. Sie sind primär auf natürliche Personen zugeschnitten, die aus ihnen Abwehr- und Teilhaberechte gegenüber Gesetzgebung, vollziehender Gewalt und Rechtsprechung herleiten können.
Wer konkret Träger eines bestimmten Grundrechts sein kann, richtet sich nach dessen persönlichem Schutzbereich. Danach gibt es Grundrechte, die jedem Menschen zustehen (Menschenrechte), solche, die nur Deutschen zustehen (Deutschengrundrechte), und das Asylrecht, dessen Träger nur Ausländer sein können. Die Grundrechtsberechtigung juristischer Personen richtet sich nach Art. 19 Abs. 3 GG. Fehlt die Grundrechtsberechtigung in Hinblick auf ein bestimmtes Grundrecht, so kommt nach herrschender, freilich umstrittener Ansicht die subsidiäre allgemeine Handlungsfreiheit in Betracht.
Teilweise wird vertreten, wer das geschützte Handeln aus tatsächlichen Gründen nicht wahrnehmen könne, sei mangels Grundrechtsmündigkeit nicht Träger des Grundrechts, etwa das sprechunfähige Kleinkind nicht Träger der Meinungsfreiheit. Überwiegend wird aber diese Vermischung von Schutzgut und Grundrechtsberechtigung abgelehnt und die Grundrechtsmündigkeit vielmehr auf die Prozessfähigkeit vor dem Bundesverfassungsgericht bezogen.

### Räumlicher Geltungsbereich
Die Grundrechte als subjektive Rechte schützen immer dann, wenn der deutsche Staat handelt und damit potentiell Schutzbedarf auslösen kann – unabhängig davon, an welchem Ort, gegenüber wem und in welcher Form. Der Schutz der Grundrechte gegenüber der deutschen Staatsgewalt ist daher nicht auf das deutsche Staatsgebiet beschränkt. Die Grundrechtsbindung auch gegenüber Ausländern im Ausland entspricht der Einbindung der Bundesrepublik in die internationale Staatengemeinschaft, insbesondere soweit das GG die Grundrechte nicht als Deutschen-, sondern als Menschenrechte verbürgt. Das gilt jedenfalls für den Schutz vor Überwachungsmaßnahmen durch Art. 10 Abs. 1 und Art. 5 Abs. 1 Satz 2 GG in ihrer Abwehrdimension gegenüber der Auslandsfernmeldeaufklärung durch den Bundesnachrichtendienst.

## Juristische Personen

### Inländische juristische Personen
Die Grundrechte gelten auch für inländische juristische Personen, soweit sie ihrem Wesen nach auf diese anwendbar sind (§ 19 Abs. 3 GG). Das kommt jedenfalls für juristische Personen des Privatrechts in Betracht, nicht aber für juristische Personen des öffentlichen Rechts. Diese sind nicht grundrechtsberechtigt, sondern grundrechtsverpflichtet.
Die wesensmäßige Anwendbarkeit auf juristische Personen des Privatrechts ist etwa für Art. 10 Abs. 1 GG, Art. 5 Abs. 1 Satz 2 GG und Art. 3 Abs. 1 GG anerkannt.

### Ausländische juristische Personen
Neben den sich aus der Wesensklausel ergebenden Einschränkungen führt die Inlandsklausel in Bezug auf ausländische juristische Personen dazu, dass diese mit Ausnahme der sog. Justizgrundrechte grundsätzlich nicht grundrechtsfähig sind.

#### Juristische Personen mit Sitz im EU-Ausland
Veranlasst durch die Europäischen Verträge erkennt die Rechtsprechung des Bundesverfassungsgerichts jedoch die Möglichkeit einer Anwendungserweiterung des Grundrechtsschutzes auf juristische Personen aus der Europäischen Union an. Juristische Personen mit Sitz im EU-Ausland werden grundrechtlich ebenso behandelt wie inländische juristische Personen, wenn die betroffene juristische Person aus der Europäischen Union im Anwendungsbereich des Unionsrechts tätig wird und sie einen hinreichenden Inlandsbezug aufweist, der die Geltung der Grundrechte in gleicher Weise wie für inländische juristische Personen geboten erscheinen lässt.

#### Funktionsträgertheorie
Deutsche Staatsbürger, die im Ausland für ein ausländisches Unternehmen oder eine ausländische Organisation arbeiten, sollten nach der vom Bundesnachrichtendienst und Teilen der Literatur vertretenen Funktionsträgertheorie nicht als natürliche Personen betrachtet, sondern als Funktionsträger der ausländischen juristischen Person direkt zugeordnet werden. Dies hätte zur Folge, dass natürliche Personen, auch wenn sie durch eine staatliche Maßnahme, insbesondere die Telekommunikationsüberwachung im Ausland nach dem G10-Gesetz, in ihren Grundrechten betroffen sind, eine mögliche Grundrechtsverletzung nicht gerichtlich geltend machen könnten. Wenn sie als Individuen  nicht mehr von der  juristischen Person, für die sie tätig sind, unterschieden und mit dieser gleichgesetzt würden, könnten sie sich wie eine ausländische juristische Person selbst nicht mehr auf individuelle Grundrechte berufen.
Um eine solche Aushöhlung des Art. 19 Abs. 3 GG zu vermeiden, sind nach jüngster Rechtsprechung des Bundesverfassungsgerichts Personen, die geltend machen, in ihren eigenen Grundrechten verletzt zu sein, nicht deshalb vom Grundrechtsschutz des Grundgesetzes ausgeschlossen, weil sie als Funktionsträger einer ausländischen juristischen Person handeln. Zwar können Funktionsträger nur eigene Grundrechte geltend machen, nicht aber als Sachwalter Grundrechte der juristischen Personen, für die sie handeln. Soweit sie jedoch in eigenen Grundrechten betroffen sind, entfällt ihr Schutz nicht deswegen, weil sie Funktionsträger einer ausländischen juristischen Person sind, die sich ihrerseits nach Art. 19 Abs. 3 GG nicht auf die Grundrechte des Grundgesetzes berufen kann.

## Fehlende Grundrechtsberechtigung
Grundsätzlich nicht grundrechtsberechtigt, sondern grundrechtsverpflichtet ist der Staat, also die gesamte öffentliche Gewalt mit Gesetzgebung, Verwaltung und Rechtsprechung (Art. 1 Abs. 3 GG), unabhängig davon, ob es sich um hierarchische Verwaltung oder rechtlich selbständige Körperschaften, Anstalten und Stiftungen des öffentlichen Rechts handelt. Wäre es anders, würden die Grundrechte, anstatt dem Bürger Freiheiten vom Staat zu sichern, dem Staat neue Eingriffsbefugnisse schaffen. Einzige Ausnahme ist die Grundrechtsträgerschaft der Hochschulen hinsichtlich der Wissenschaftsfreiheit und der öffentlich-rechtlichen Rundfunkanstalten hinsichtlich der Rundfunkfreiheit.
Fälschlich als weitere Ausnahme genannt werden oft noch die öffentlich-rechtlichen Kirchen und Religionsgemeinschaften in Bezug auf die Religionsfreiheit. Diese angebliche Ausnahme beruht auf dem vereinfachenden Merksatz, Art. 19 Abs. 3 GG betreffe nur juristische Personen des privaten Rechts, anknüpfend an die Tatsache, dass Personen des öffentlichen Rechts ganz überwiegend staatlich sind. Die öffentlich-rechtlichen Religionsgemeinschaften sind wegen des Verbotes der Staatskirche (vgl. Trennung von Kirche und Staat) aber gerade nicht Teil des Staates und deshalb nicht nach Art. 1 Abs. 3 GG grundrechtsverpflichtet, sondern grundrechtsberechtigt. Es handelt sich also gerade nicht um eine Ausnahme davon, dass der Staat nicht grundrechtsberechtigt ist, sondern um den Normalfall des Art. 19 Abs. 3. Infolge der oft gebrauchten missverständlichen Formulierung wird leicht übersehen, dass öffentlich-rechtliche Religionsgemeinschaften nicht etwa nur in Hinblick auf Art. 4 GG (Religionsfreiheit) grundrechtsberechtigt sind, sondern umfassend grundrechtsberechtigt wie jede andere Vereinigung von Bürgern auch.
Die Justizgrundrechte werden allerdings ganz überwiegend auch dem Staat und ausländischen juristischen Personen gewährt. Das folgt aus dem Wesen des gerichtlichen Verfahrens. Bei der kommunalen Selbstverwaltungsgarantie des Art. 28 Abs. 2 Satz 1, deren Träger Gemeinden und Landkreise, also Teile des Staates sind, handelt es sich dagegen nach überwiegender Ansicht zwar um ein subjektives Recht, nicht dagegen um ein Grundrecht. Die Parallele der Kommunalverfassungsbeschwerde (Art. 93 Abs. 1 Nr. 4b GG) zur Verfassungsbeschwerde (Art. 93 Abs. 1 Nr. 4a GG) erinnert aber noch daran, dass zur Zeit des Absolutismus die demokratisch organisierte Gemeinde nicht als staatlich, sondern als Teil der Gesellschaft angesehen wurde.

## Grundrechtsberechtigung im Prüfungsaufbau
Im Prüfungsaufbau der Verfassungsbeschwerde wird die Grundrechtsberechtigung, obgleich eine Frage des persönlichen Schutzbereichs, nicht erst in der Begründetheit, sondern schon in der Zulässigkeit geprüft. Ansatzpunkt hierfür ist Art. 93 Abs. 1 Nr. 4a GG: wer in Bezug auf das jeweilige Grundrecht jedermann im Sinne dieser Vorschrift ist, bestimmt sich nach der Grundrechtsberechtigung. Ein Chinese beispielsweise wäre mangels deutscher Staatsbürgerschaft nicht jedermann in Bezug auf das Deutschengrundrecht der Berufsfreiheit (aber in Bezug auf die dann eingreifende allgemeine Handlungsfreiheit), seine Verfassungsbeschwerde insoweit schon unzulässig.
Ist die Grundrechtsberechtigung bejaht, schließt sich die Prüfung der Beschwerdebefugnis an, also ob die Verletzung des Grundrechts möglich erscheint.